# Mistrzostwa Europy w Boksie 1981
XXIV Mistrzostwa Europy w Boksie (mężczyzn) odbyły się w dniach 2–10 maja 1981 w Hakametsän jäähalli w Tampere (Finlandia). Walczono w dwunastu kategoriach wagowych. Startowało 170 uczestników z 22 państw, w tym dwunastu reprezentantów Polski.

## Medaliści

### Waga papierowa
| Złoto                    | Srebro              | Brąz                                          |
| ------------------------ | ------------------- | --------------------------------------------- |
| Ismaił Mustafow Bułgaria | Dietmar Geilich NRD | Szamil Sabirow ZSRR · Gerard Hawkins Irlandia |

### Waga musza
| Złoto                | Srebro                    | Brąz                                              |
| -------------------- | ------------------------- | ------------------------------------------------- |
| Petyr Lesow Bułgaria | Constantin Titoiu Rumunia | Bogdan Maczuga Polska · Jarmo Eskelinen Finlandia |

### Waga kogucia
| Złoto                      | Srebro                 | Brąz                                       |
| -------------------------- | ---------------------- | ------------------------------------------ |
| Wiktor Mirosznyczenko ZSRR | Sami Buzoli Jugosławia | Stefan Gertel RFN · Dumitru Cipere Rumunia |

### Waga piórkowa
| Złoto                  | Srebro                      | Brąz                                       |
| ---------------------- | --------------------------- | ------------------------------------------ |
| Richard Nowakowski NRD | Krzysztof Kosedowski Polska | Róbert Gönczi Węgry · Sierik Nurkazow ZSRR |

### Waga lekka
| Złoto               | Srebro                  | Brąz                                            |
| ------------------- | ----------------------- | ----------------------------------------------- |
| Wiktor Rybakow ZSRR | Carlo Russolillo Włochy | Frédéric Geoffroy Francja · Vesa Wiik Finlandia |

### Waga lekkopółśrednia
| Złoto                | Srebro                   | Brąz                                         |
| -------------------- | ------------------------ | -------------------------------------------- |
| Wasilij Szyszow ZSRR | Mirko Puzović Jugosławia | Dietmar Schwarz NRD · Nikołaj Ganew Bułgaria |

### Waga półśrednia
| Złoto                  | Srebro                | Brąz                                        |
| ---------------------- | --------------------- | ------------------------------------------- |
| Sierik Konakbajew ZSRR | Karl-Heinz Krüger NRD | Tibor Molnár Węgry · Vesa Koskela Finlandia |

### Waga lekkośrednia
| Złoto                  | Srebro                       | Brąz                                       |
| ---------------------- | ---------------------------- | ------------------------------------------ |
| Aleksandr Koszkin ZSRR | Miodrag Perunović Jugosławia | Michaił Takow Bułgaria · Imre Némedi Węgry |

### Waga średnia
| Złoto             | Srebro                       | Brąz                                                |
| ----------------- | ---------------------------- | --------------------------------------------------- |
| Jurij Torbek ZSRR | Pedro van Raamsdonk Holandia | Zygmunt Gosiewski Polska · Valentin Silaghi Rumunia |

### Waga półciężka
| Złoto                  | Srebro                  | Brąz                                           |
| ---------------------- | ----------------------- | ---------------------------------------------- |
| Aleksander Krupin ZSRR | Georgică Donici Rumunia | Ondrej Pustai Czechosłowacja · Kurt Seiler RFN |

### Waga ciężka
| Złoto                   | Srebro               | Brąz                                        |
| ----------------------- | -------------------- | ------------------------------------------- |
| Aleksandr Jagubkin ZSRR | Jürgen Fanghänel NRD | Ion Cernat Rumunia · Wasyl Bosakow Bułgaria |

### Waga superciężka
| Złoto                    | Srebro                   | Brąz                                    |
| ------------------------ | ------------------------ | --------------------------------------- |
| Francesco Damiani Włochy | Wiaczesław Jakowlew ZSRR | Ulli Kaden NRD · Aziz Salihu Jugosławia |

## Występy Polaków
- Ryszard Majdański (waga papierowa) przegrał pierwszą walkę w eliminacjach z Dumitru Schiopu (Rumunia)
- Bogdan Maczuga (waga musza) wygrał w eliminacjach z Hugh Russellem (Irlandia), w ćwierćfinale z Jánosem Váradim (Węgry), a w półfinale przegrał z Petyrem Lesowem (Bułgaria) zdobywając brązowy medal
- Sławomir Zapart (waga kogucia) wygrał w eliminacjach z José Martínezem (Hiszpania), a w ćwierćfinale przegrał z Samim Buzolim (Jugosławia)
- Krzysztof Kosedowski (waga piórkowa) wygrał w eliminacjach z Peterem Suckrowem (RFN), w ćwierćfinale z Giuseppe Ferracutim (Włochy), w półfinale z Róbertem Gönczim (Węgry), a w finale przegrał z Richardem Nowakowskim (NRD) zdobywając srebrny medal
- Kazimierz Adach (waga lekka) przegrał pierwszą walkę w eliminacjach z Viorelem Ioaną (Rumunia)
- Kazimierz Szczerba (waga lekkopółśrednia) wygrał w eliminacjach z Imre Bácskaiem (Węgry), a w ćwierćfinale przegrał z Dietmarem Schwarzem (NRD)
- Leszek Czarny (waga półśrednia) przegrał pierwszą walkę w eliminacjach z Canko Ganuszewem (Bułgaria)
- Jerzy Kaczmarek (waga lekkośrednia) wygrał w eliminacjach z Topi Mikkolą (Finlandia), a w ćwierćfinale przegrał z Miodragiem Perunoviciem (Jugosławia)
- Zygmunt Gosiewski (waga średnia) wygrał w eliminacjach z Edmondo Buttiglionem (Włochy), w ćwierćfinale z Manfredem Jassmanem (RFN), a w półfinale przegrał z Jurijem Torbekiem (ZSRR) zdobywając brązowy medal
- Paweł Skrzecz (waga półciężka) przegrał pierwszą walkę w ćwierćfinale z Georgicą Donicim (Rumunia)
- Grzegorz Skrzecz (waga ciężka) przegrał pierwszą walkę w ćwierćfinale z Aleksandrem Jagubkinem (ZSRR)
- Marian Klass (waga superciężka) przegrał pierwszą walkę w eliminacjach z Petyrem Stoimenowem (Bułgaria)